# Francisco Villa, Tumbalá
Francisco Villa är en ort i Mexiko.   Den ligger i kommunen Tumbalá och delstaten Chiapas, i den sydöstra delen av landet, 800 km öster om huvudstaden Mexico City. Francisco Villa ligger 967 meter över havet och antalet invånare är 115.
Terrängen runt Francisco Villa är kuperad åt sydväst, men åt nordost är den bergig. Runt Francisco Villa är det ganska tätbefolkat, med 149 invånare per kvadratkilometer. Närmaste större samhälle är Yajalón, 13,5 km söder om Francisco Villa. I omgivningarna runt Francisco Villa växer i huvudsak städsegrön lövskog.